# Aeroportul Andi Jemma
Aeroportul Andi Jemma (IATA: MXB, ICAO: WAWM) este un aeroport din Luwu Utara⁠(d), Sulawesi Selatan⁠(d), Indonezia ce deservește zona Masamba⁠(d).
Situat la o altitudine de 38 m, aeroportul dispune de 1 pistă.

## Infrastructură

### Piste
Aeroportul dispune de o singură pistă. Pista 02/20 are suprafața de asfalt. 